# Serwer Mustafajew
Serwer Rustemowytsch Mustafajew (ukrainisch Сервер Рустемович Мустафаєв; * 5. Mai 1986 in Ziadin, Usbekische Sozialistische Sowjetrepublik, Sowjetunion) ist ein krimtatarischer Menschenrechtsaktivist der Basisorganisation Krim-Solidarität (Crimean Solidarity). Er wurde am 21. Mai 2018 von den russischen Behörden festgenommen und wegen „Mitgliedschaft in einer terroristischen Organisation“ angeklagt. Die Menschenrechtsorganisationen Memorial, Front Line Defenders sowie Amnesty International stufen ihn als gewaltlosen politischen Gefangenen ein.

## Leben
Mustafajew wurde am 5. Mai 1986 in Ziadin geboren. Seine Familie kehrte auf die Krim zurück, wo er in Bachtschyssaraj lebte. 2014 begann Mustafajew, Familien politischer Gefangener aktiv zu helfen und wurde einer der Koordinatoren der Bürgerrechtsorganisation Crimean Solidarity, deren Aktivitäten darauf abzielen, den Familien politischer Gefangener auf der Krim Rechtshilfe zu leisten.
Am 21. Mai 2018 durchsuchten Beamte des FSB das Haus von Serwer Mustafajew in Bachtschyssaraj und brachten ihn nach Simferopol. Ihm wurde vorgeworfen, der islamistischen Organisation Hizb ut-Tahrir anzugehören. Nach Angaben seines Anwalts handelt es sich bei dem einzigen vermeintlichen Beweismaterial um eine Tonaufnahme einer religiösen Schulung, die sich am 2. Dezember 2016 in einer Moschee in Bachtschyssaraj ereignet hat. Darauf ist zu hören, wie Mustafajew eine Frage stellt und mehrere kurze Bemerkungen macht. Obwohl die Schulung offen beworben worden ist und von 70 weiteren Personen besucht worden ist, erklärten die Ermittler, es handle sich um ein Geheimtreffen von Hizb ut-Tahrir. Mustafajew wurde daher wegen „Mitgliedschaft in einer terroristischen Organisation“ und später zusätzlich wegen „Verschwörung mit dem Ziel einer gewaltsamen Machtergreifung“ angeklagt. Er bestreitet die Vorwürfe.
Am 21. August 2020 wurde Mustafajew vom ukrainischen Präsidenten Wolodymyr Selenskyj mit dem Verdienstorden ausgezeichnet.
Am 16. September 2020 wurde Mustafajew vom Militärgericht der Stadt Rostow am Don zu 14 Jahren Haft in einer Strafkolonie mit besonders strengen Sicherheitsmaßnahmen verurteilt.

## Internationale Reaktionen
Die russische Menschenrechtsorganisation Memorial, Front Line Defenders sowie Amnesty International stufen Mustafajew als politischen Gefangenen ein und fordern seine Freilassung. Nach Angaben von Human Rights Watch ist der Urteilsspruch gegen Mustafajew und sechs andere Krimtataren Teil eines Musters politisch motivierter Strafverfolgung, die seit sechs Jahren auf der von Russland besetzten Krim stattfindet.
Im Juni 2018 nahm das Europäische Parlament eine Resolution an, welche die russischen Behörden zu einer sofortigen Freilassung illegal festgehaltener ukrainischer Staatsbürger auffordert, darunter auch Serwer Mustafajew.
Die Vertretung der Vereinigten Staaten von Amerika in der Organisation für Sicherheit und Zusammenarbeit in Europa erklärte sich besorgt über die Gesundheitszustände von Mustafajew und fordert seine Freilassung.